# Vladimír Nadrchal
Vladimír Nadrchal, född 4 mars 1938 i Pardubice, är en före detta tjeckoslovakisk ishockeyspelare.
Han blev olympisk silvermedaljör i ishockey vid vinterspelen 1968 i Grenoble.